# Sirwal

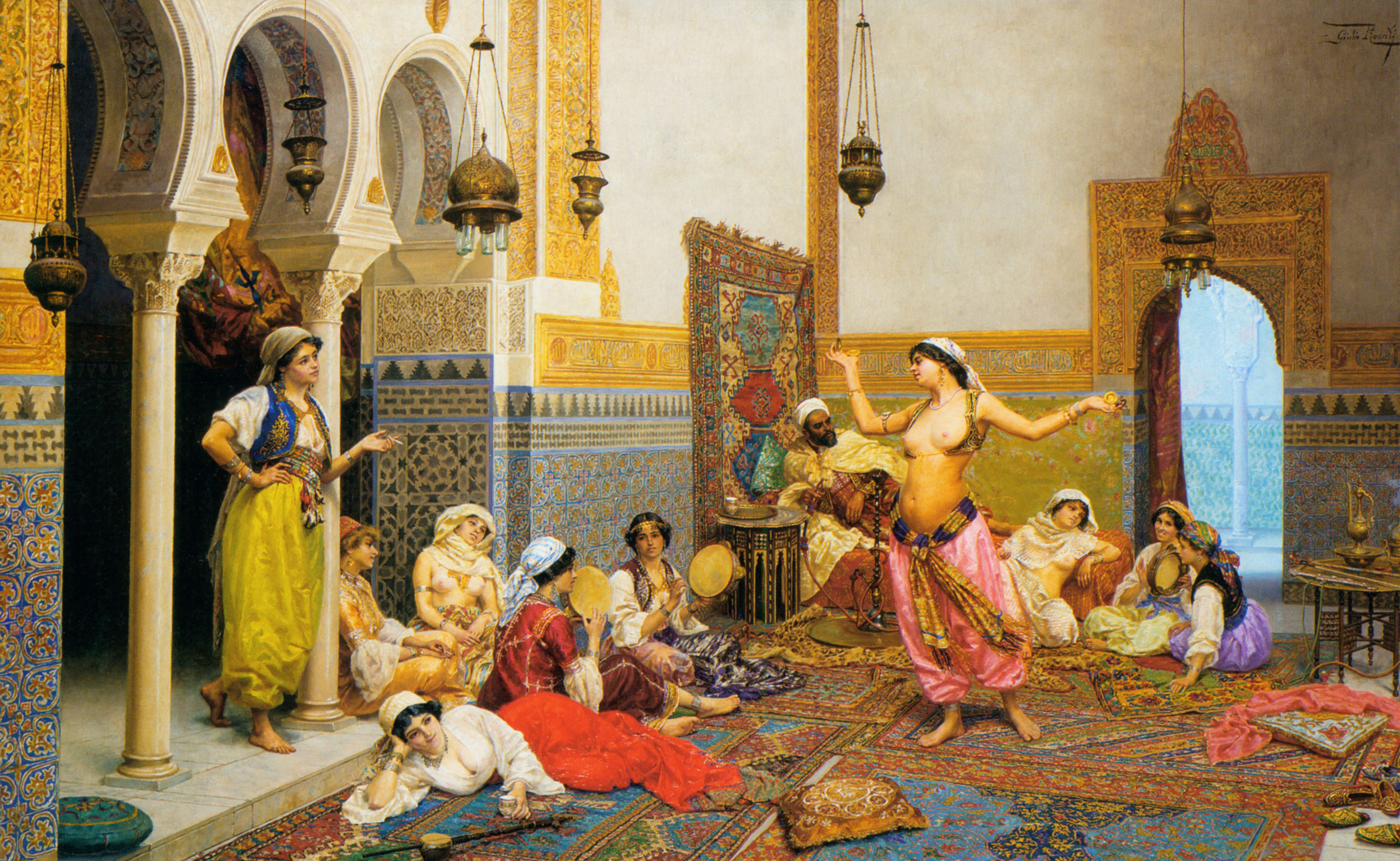
"Tanzen im Harem", Giulio Rosati

Sirwal (  سِرْوَال, türk.: şalvar, im französischen Raum Sarouel, umgangssprachlich auch Haremshose genannt) ist eine orientalische lange und weite Pumphose. Sie kann an den unteren Säumen bestickt sein. Solche Hosen werden von Frauen und Männern getragen. Männer tragen sie unter dem Thawb (Qamis).

## Weitere Abbildungen

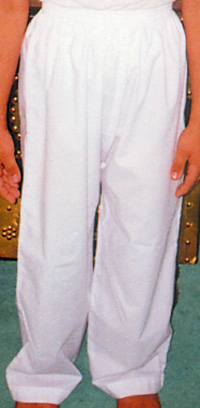
Sirwal in weiß
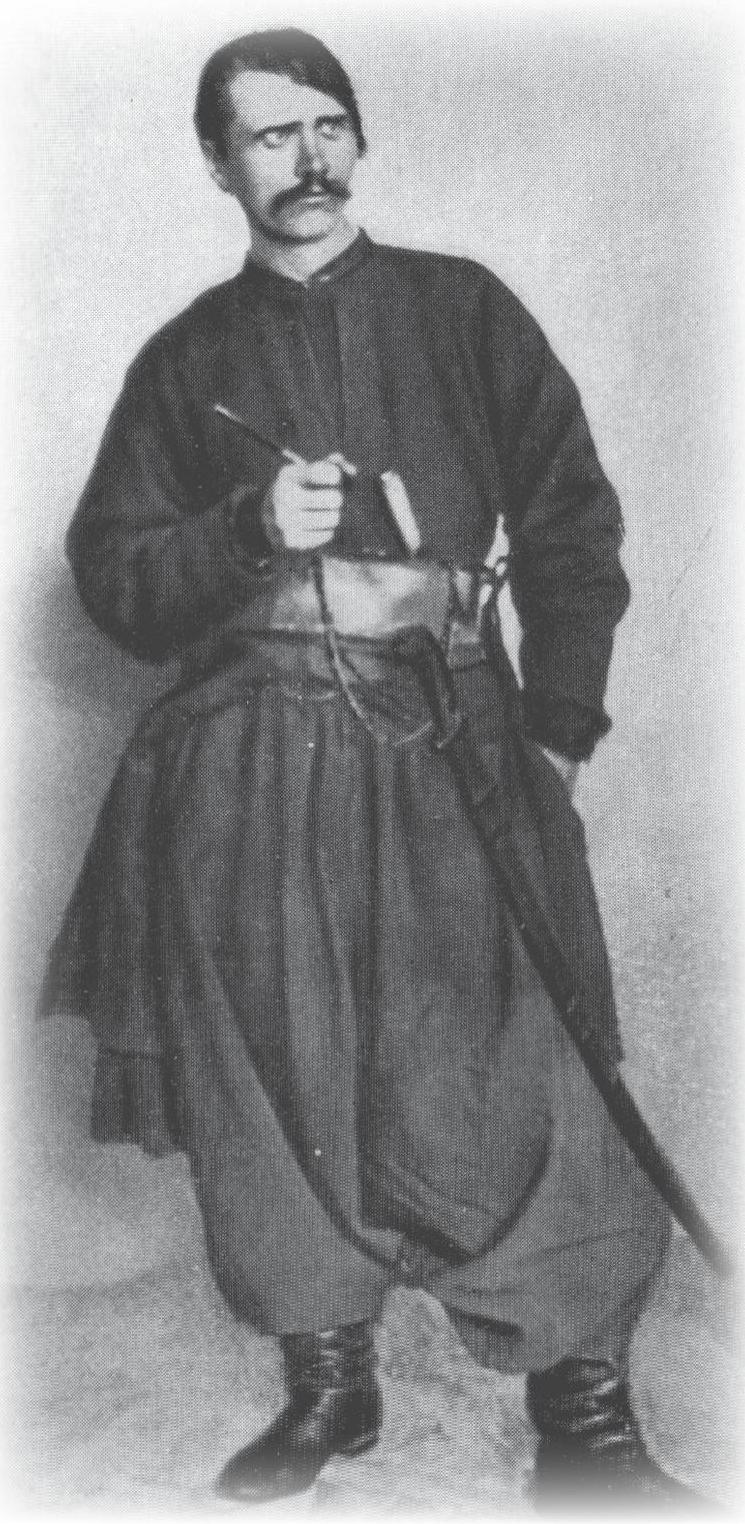
Dmytro Jawornyzkyj in Kosaken-Sirwal
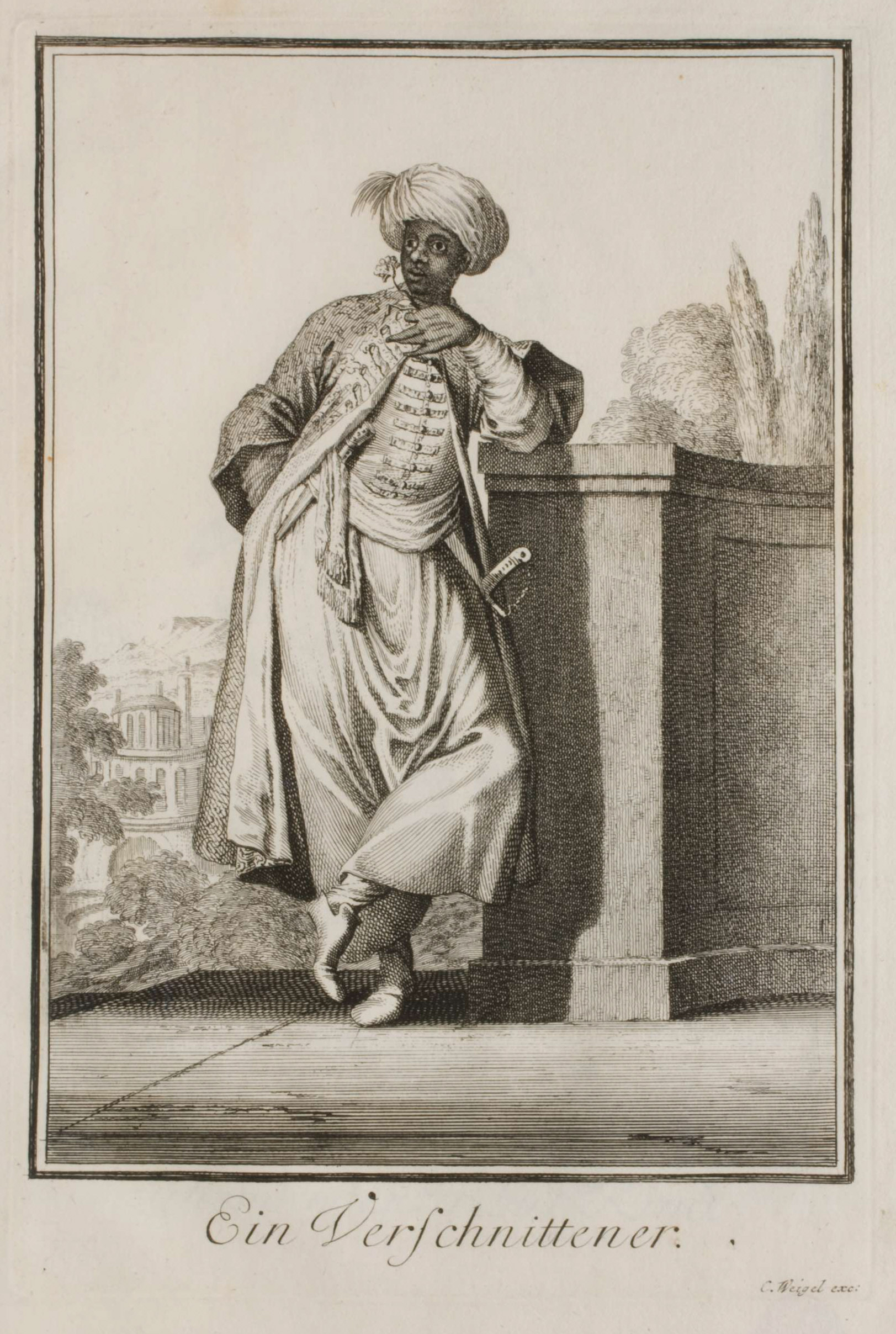
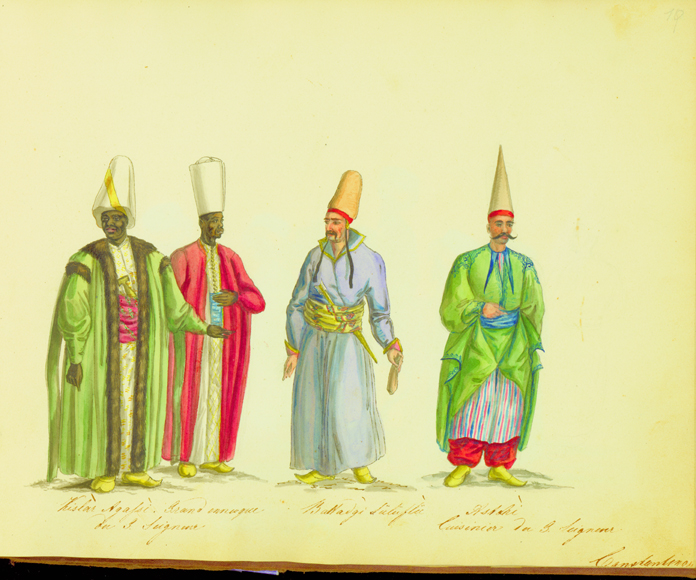